# منطق غیریکنواخت
منطق غیر یکنواخت از منطق‌های صوری است که رابطهٔ استلزام در آن یکنواخت نیست. به دیگر سخن، منطق غیر یکنواخت به گونه‌ای ساخته شده که بتواند به بازنمایی استدلال‌های قابل بازنگری بپردازد. استدلال‌های قابل بازنگری، نوعی استدلال است که استدلال کننده به نتایج آزمایشی، فرضیه‌ای یا انگاره‌ای می‌رسد که آن‌ها می‌توانند در اثرِ گواه و شواهد تازه، دیگر معتبر نباشند. مثال ساده آن ساخت فرضیهٔ علمی از گروهی از مشاهدات است، که هر چند به نوعی فرضیه را تأیید می‌کنند ولی درستی آن را در کل تأیید نمی‌کنند. برای نمونه فرضیه ثابت بودنِ حداکثر سرعتِ نور در نظریهٔ نسبیت انیشتین است که ممکن است در آینده به دلیل شواهد یا آزمایش‌های تازه رد شود. تمامی دستاوردها و پیشبینی‌های درست نظریه نسبیت هم نمی‌تواند درستی فرضیه را با قطعیت ثابت کند.